# 塔利察区
塔利察区（羅馬化：Talitskiy rayon）是俄罗斯斯维尔德洛夫斯克州的一个区，行政中心为塔利察。该区2021年人口有42,195人；2010年人口47,309；2002年人口55,675；1989年人口64,976。